# Kastanajärvi
Kastanajärvi är en sjö i kommunen Tavastehus i landskapet Egentliga Tavastland i Finland. Arean är 33 hektar och strandlinjen är 3,12 kilometer lång. Sjön  ingår i Kumo älvs huvudavrinningsområde.   Den ligger omkring 30 km nordöst om Tavastehus och omkring 120 km norr om Helsingfors. 